# Jenny Zillhardt
Pour les articles homonymes, voir Zillhardt (homonymie).
Jenny Zillhardt (Saint-Quentin, 16 mars 1857 - Neuilly-sur-Seine, 3 février 1939) est une artiste peintre française.

## Biographie
Marguerite-Valentine-Jenny Zillhardt, dite Jenny Zillhardt, est née le 16 mars 1856 à Saint-Quentin dans l'Aisne. Elle est la sœur de l'artiste Madeleine Zillhardt, qui fut également ancienne élève de l'Académie Julian, modèle, compagne et légataire de Louise Catherine Breslau.
Elle commence à étudier la peinture à l'académie Julian à Paris en 1877, aux côtés de Marie Bashkirtseff et Louise Catherine Breslau. Elle est l'élève de Tony Robert-Fleury.
Elle expose au Salon pour la première fois en 1878 avec le tableau Deux amis. Ses nombreuses participations au Salon lui permirent d'obtenir plusieurs récompenses.
Elle fait partie de la délégation de femmes françaises artistes présentées à l'Exposition universelle de 1893 à Chicago, regroupées dans le Woman's Building. Elle figure dans le livre Women Painters of the World de 1905 avec son tableau Régalez-vous mesdames .
Elle devient officier de l'instruction publique en 1910. Elle obtient la médaille d'argent en 1926 et la médaille d'or en 1928 au Salon de la Société des Artistes français. En 1930, elle est faite chevalier de la légion d'honneur en 1930.
Jenny Zillhardt meurt le 3 février 1939 à Neuilly-sur-Seine.

## Style artistique
Sous l'influence de Tony Robert-Fleury, elle adopte une approche académique et conventionnelle de la peinture, abordant des thèmes classiques tels que le portrait, le nu, l'intérieur, la scène de genre et la nature morte. Elle excelle particulièrement en tant que coloriste, donnant à chaque motif une expression particulièrement efficace grâce à une utilisation réfléchie des couleurs. Souvent, elle privilégie une palette discrète avec des nuances subtiles, comme le montrent deux portraits en pied représentatifs : Jeune fille au chat est dominé par des tons principalement bruns foncés, tandis que l'huile sur toile, réalisé en 1930, Portrait d'un jeune compositeur en costume, dégage une atmosphère de sophistication avec des tons gris clair. L'artiste maîtrise également la technique du pastel, comme en témoigne le nu féminin intitulé Nu, réalisé avec des teintes roses et beiges diffuses. Elle excelle également dans l'utilisation de contrastes de couleurs marqués, dont l'effet est renforcé par des accents lumineux ponctuels, par exemple avec son huile sur toile, réalisé en 1884, Vase de fleurs.

## Tableaux
Ses œuvres figurent dans les collections du Musée d'Orsay, du musée de Langres et du musée de Saint-Quentin.
- Jenny Marguerite V. Zillhardt, huile sur toile, 26 x 21 cm, 1880[12]

- Vase de fleurs, huile sur toile, 1884
- Portrait de Jocelyn Antrobus, 18 ans, Crayon et craies de couleur sur papier chamois, 43,5 x 30 cm, 1893
- Jeune fille au chat, huile sur toile, 47,5 x 30,0 cm, Musée d'Orsay[10]
- Nu, pastel, 44,5 x 60,5 cm
- Portrait d'un jeune compositeur en costume, huile sur toile, 69.5 x 52 cm, 1930

## Galerie

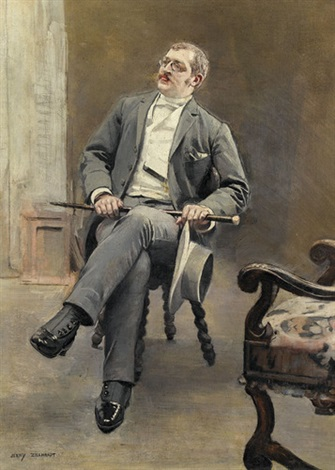
Jeune Compositeur
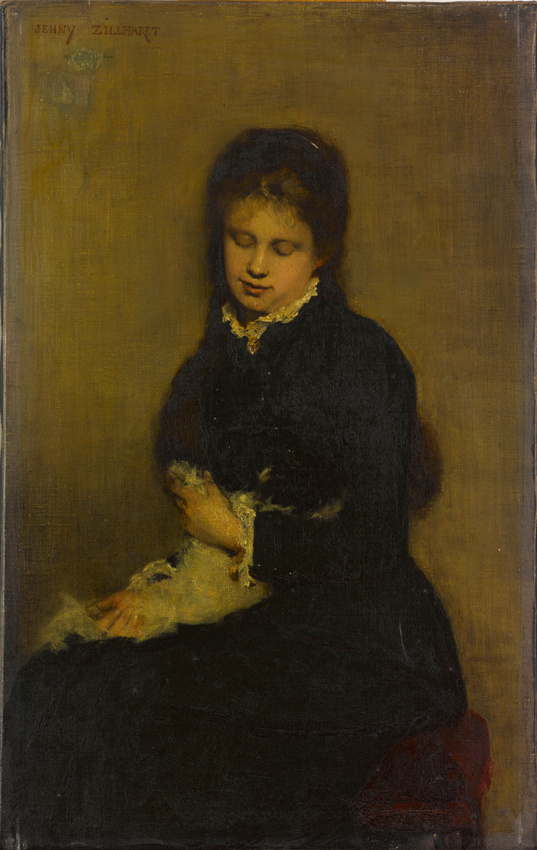
Jeune Fille au chat
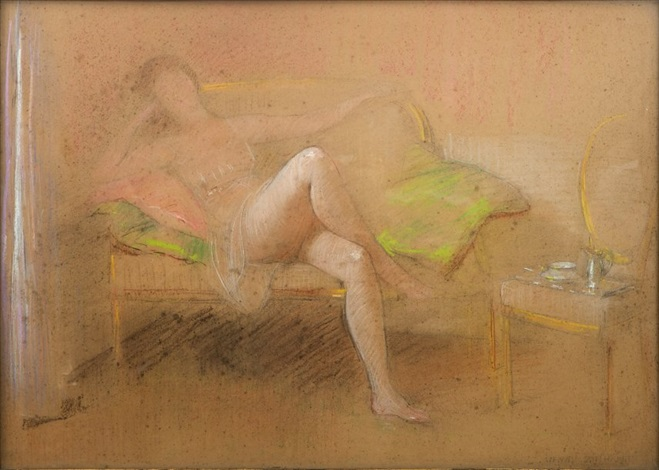
Nu
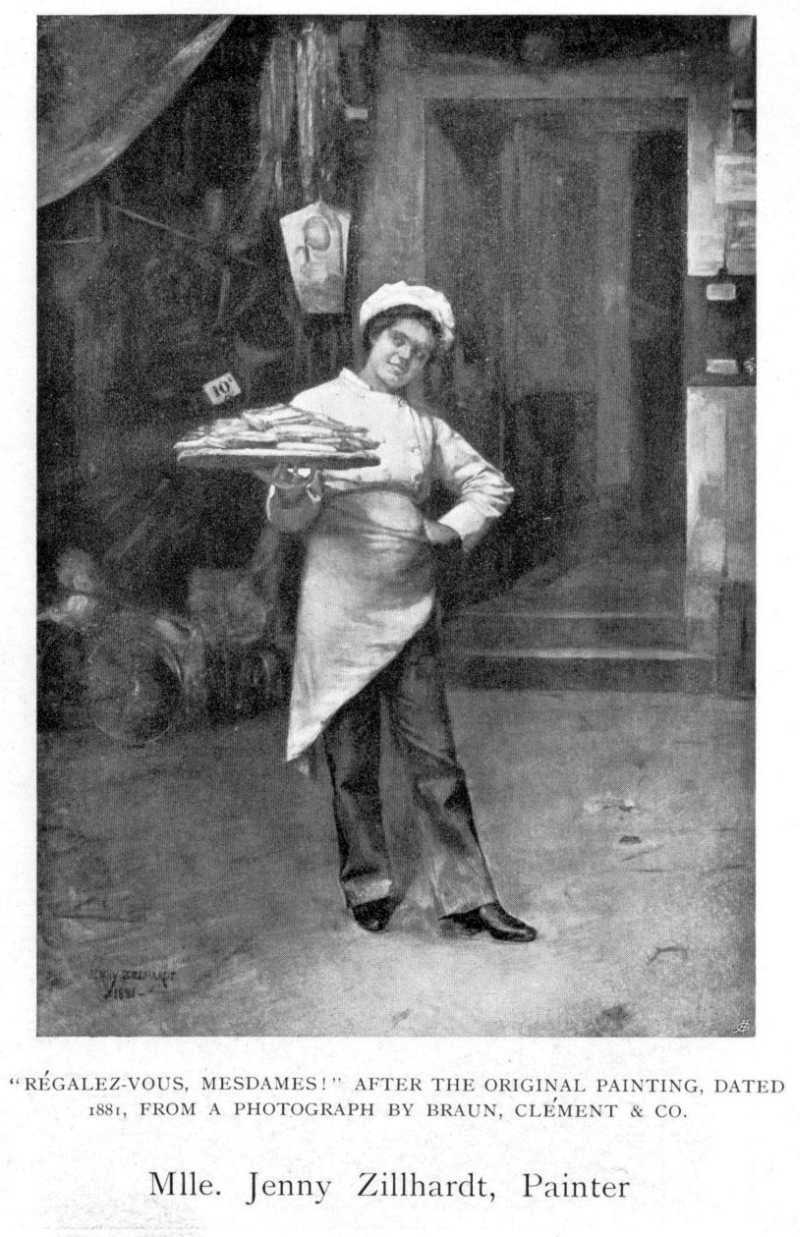
Régalez-vous mesdames